# ハマヒメドリ
ハマヒメドリ Ammodramus maritimusは，鳥類の一種（英名：Seaside Sparrow）。
- 新北区に生息する。
- 米国ではw:American sparrowと呼ばれるグループに属するが、スズメ類とは関連がなく、ホオジロ類である。

## 画像
写真は、1987年に絶滅した亜種Ammodramus maritimus nigrescens (Dusky Seaside Sparrow)。

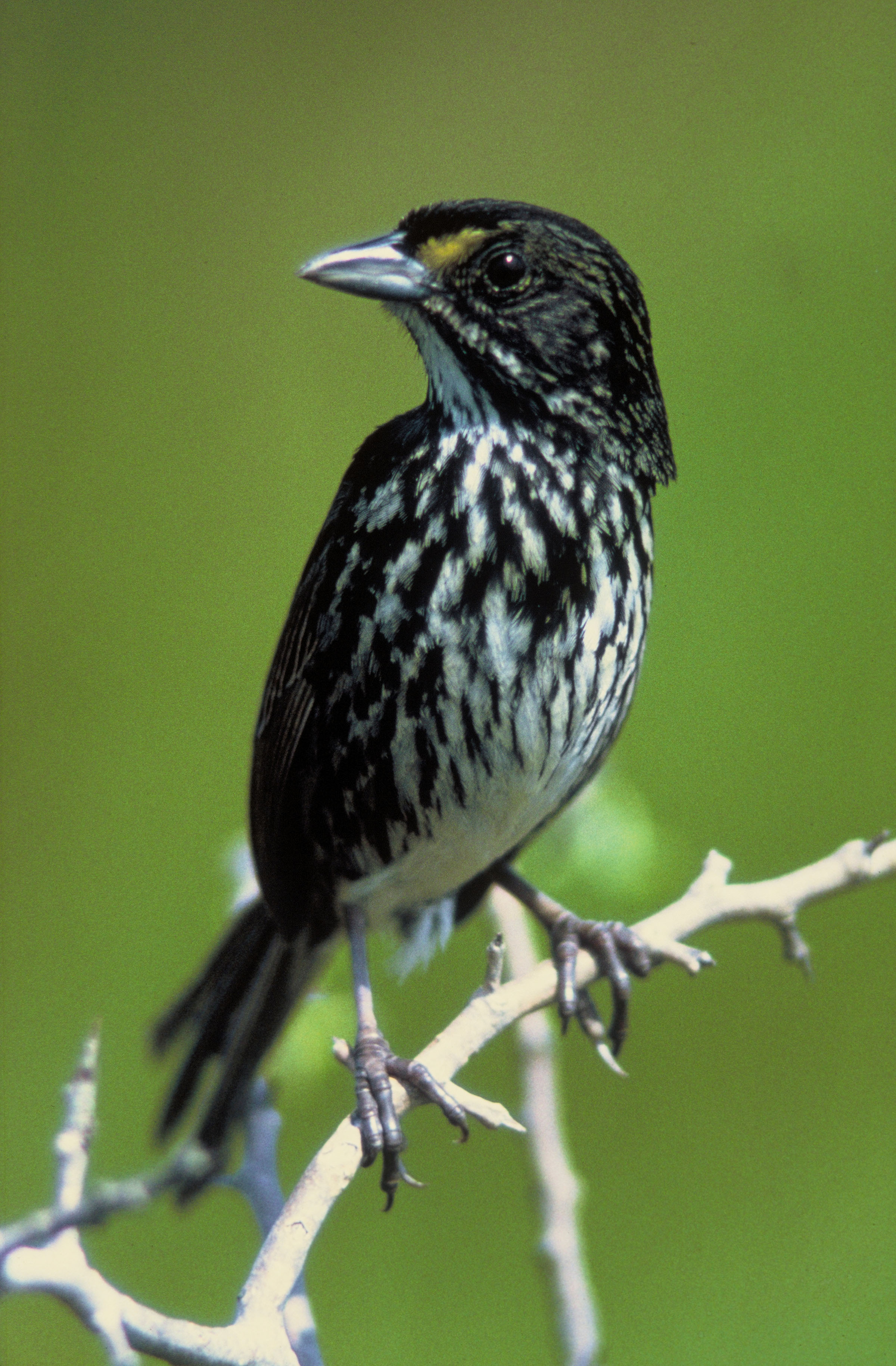
ハマヒメドリ